# Академічне веслування на літніх Олімпійських іграх 2020 — вісімки (чоловіки)
Змагання з академічного веслування у вісімках серед чоловіків на літніх Олімпійських іграх 2020 року відбувалися з 25 по 30 липня 2021 року на Веслувальному каналі Сі Форест. Змагалися 63 веслувальники з 7 країн.

## Передумови
Це буде 28-ма поява цієї дисципліни на Олімпійських іграх. Її проводили на кожній Олімпіаді починаючи з 1900. Її мали проводити ще 1896 року, але тоді всі веслувальні дисципліни скасували через погану погоду.

## Кваліфікація
Кожен Національний олімпійський комітет (NOC) може виставити в цій дисципліні не більш як одного човна (чотирьох веслувальників). 7 квот розподілено таким способом:
- 7 через Чемпіонат світу 2019 року
- 2 через Фінальну кваліфікаційну регату

## Розклад
Змагання в цій дисципліні відбуваються впродовж шести окремих днів. Вказано час початку сесії. Під час однієї сесії можуть відбуватися змагання в кількох різних дисциплінах.
Вказано японський стандартний час (UTC + 9)
| Дата                         | Час   | Раунд             |
| ---------------------------- | ----- | ----------------- |
| Неділя, 25 липня 2021 року   | 12:00 | Попередні запливи |
| Середа, 28 липня 2021 року   | 8:30  | Додатковий заплив |
| П'ятниця, 30 липня 2021 року | 8:45  | Фінал             |

## Результати

### Попередні запливи
Переможці кожного запливу кваліфікуються до фіналу, решта - до додаткового запливу.

#### Заплив 1
| Місце | Веслувальник | Стерновий      | Країна          | Час     | Примітки |
| ----- | --- | -------------- | --------------- | ------- | -------- |
| 1     | Йоганнес Вайсенфельд Лаурітс Фоллерт Олаф Роґґензак Торбен Йоганнесен Якоб Шнайдер Мальте Якшик Ріхард Шмідт Ганнес Оцік                                              | Мартін Зауер   | Німеччина (GER) | 5:28.95 | Q        |
| 2     | Бен Дейвісон Джастін Бест Алекс Мікласевич Остін Хак Александер Річардс Конор Гарріті Ліам Корріґан Джуліан Венонскі                                                  | Нік Мід        | США (USA)       | 5:30.57 | Д        |
| 3     | Александру Петрішор Чосяуа Флорін-Сорін Лехачі Константін Раду Серджіу-Васіле Бежан Влад-Драгош Айкобоае Константін Адам Флорін-Ніколае Артені-Финтинаріу Чипріан Хук | Адріан Мунтяну | Румунія (ROU)   | 5:39.84 | Д        |
| 4     | Ніколас Лейвері Джозеф О'Браєн Джош Бут Саймон Кінан Ніколас Парнелл Тімоті Мастерз Анґус Довсон Анґус Віддікомб                                                      | Стюарт Сім     | Австралія (AUS) | 5:43.66 | Д        |

#### Заплив 2
| Місце | Веслувальний | Стерновий     | Країна                | Час     | Примітки |
| ----- | --- | ------------- | --------------------- | ------- | -------- |
| 1     | Бйорн ван ден Енде Рубен Кнаб Яспер Тіссен Сімон ван Дорп Мартен Гуркманс Брам Шварц Мехіл Верслейс Роберт Люккен | Еліне Берґер  | Нідерланди (NED)      | 5:30.66 | Q        |
| 2     | Том Макінтош Геміш Бонд Том Маррей Майкл Брейк Ден Вільямсон Шон Кіркем Метт Макдоналд Філліп Вілсон              | Сем Босворт   | Нова Зеландія (NZL)   | 5:32.11 | Д        |
| 3     | Джош Буґайскі Джейкоб Довсон Томас Джордж Мохамед Сбігі Чарлз Елвз Олівер Вінне-Гріффіт Джеймс Рудкін Томас Форд  | Генрі Філдман | Велика Британія (GBR) | 5:34.40 | Д        |

### Додатковий заплив
Перші чотири човни виходять до фіналу A.
| Місце | Веслувальник | Стерновий      | Країна                | Час | Примітки |
| ----- | --- | -------------- | --------------------- | --- | -------- |
|       | Александру Петрішор Чосяуа Флорін-Сорін Лехачі Константін Раду Серджіу-Васіле Бежан Влад-Драгош Айкобоае Константін Адам Флорін-Ніколае Артені-Финтинаріу Чипріан Хук | Адріан Мунтяну | Румунія (ROU)         |     |          |
|       | Бен Дейвісон Джастін Бест Алекс Мікласевич Остін Хак Александер Річардс Конор Гарріті Ліам Корріґан Джуліан Венонскі                                                  | Нік Мід        | США (USA)             |     |          |
|       | Том Макінтош Геміш Бонд Том Маррей Майкл Брейк Ден Вільямсон Шон Кіркем Метт Макдоналд Філліп Вілсон                                                                  | Сем Босворт    | Нова Зеландія (NZL)   |     |          |
|       | Джош Буґайскі Джейкоб Довсон Томас Джордж Мохамед Сбігі Чарлз Елвз Олівер Вінне-Гріффіт Джеймс Рудкін Томас Форд                                                      | Генрі Філдман  | Велика Британія (GBR) |     |          |
|       | Ніколас Лейвері Джозеф О'Браєн Джош Бут Саймон Кінан Ніколас Парнелл Тімоті Мастерз Анґус Довсон Анґус Віддікомб                                                      | Стюарт Сім     | Австралія (AUS)       |     |          |